# Ramanathapuram
Ramanathapuram, também denominada Ramnad, é uma cidade e município no distrito de Ramanathapuram no estado indiano de Tamil Nadu. É a sede administrativa e a segunda maior cidade do distrito homónimo.